# 筋向橋
筋向橋（すじかいばし）は、三重県伊勢市のかつての伊勢参りの要所にかかる橋。21世紀現在は川は暗渠になり、地上には欄干のみ残る。
名称の由来は、かつて川を跨いで道筋に対して橋板が斜めに架かっていたことによる。

## 歴史
筋向橋は江戸時代、宮川の下の渡し（桜の渡し）から豊受大神宮（外宮）に向かう参宮街道と、上の渡し（柳の渡し）から外宮に向かう参宮街道の合流地点に掛けられた。伊勢街道・伊勢本街道・熊野街道の合流地点にあたる。
宮川の支流である清川の流れの中流あたりにかかる橋のひとつで、伊勢神宮の社前で渡る最後の橋だった。かつて、江戸から伊勢までの距離は、江戸の日本橋からこの筋向橋までを基準に算出されたといい、江戸の日本橋、京都の三条大橋と並ぶ交通の要所とされた。
伊勢神宮側には御師の家が建ち並んでいた。伊勢参りの参詣者を迎える神職・御師は内宮・外宮あわせて全盛期は約800軒にのぼるが、彼らは、例えば江戸からの参詣者が利用する七里の渡しの舟の到着地である桑名宿（現・三重県桑名市）に偵察をおき、参詣者の到着予定日時を把握し、筋向橋で待ち受けた。そのため、筋向橋は世俗との境界とみなされた。大名行列もここで身形を整えてから町中に向かった。筋向橋より西の浦口・二俣・辻久留を「上之郷」あるいは「上三郷」と呼び、現在の宮町・常盤地域を「中之郷」、岡本・岩渕・吹上地域を「下之郷」あるいは「下三郷」と呼んだという。このように筋向橋は神都の入口とみなされたので、もとの市名・宇治山田市の道路元標もこの橋のたもとにあったという。橋の管理者は、御師の橋村主膳家だった。
筋向橋から外宮までの約1キロメートルの参宮街道沿いには市場が形成されて発展し、現在も商店街が形成されている。最寄りの国鉄（現JR）参宮線の駅は1897年（明治30年）に開通後、1917年（大正6年）に山田上口駅と改称されるまで、「筋向橋駅」と呼ばれていた。

## 構造
橋は、当初は木造の反り橋で長さ4.5メートル、幅5.4メートルだった。二筋に分かれており、西側の反り橋が本橋で、東側に板平橋が添えられていた。服喪中の者や生理中の女性は不浄とされ、そのような人は本橋を渡ってはいけないという慣習があり東側の平橋を渡った。
1883年（明治16年）12月に町費で架け替えた際に二重架を取りやめて本橋のみとし、1915年（大正4年）に平橋にかけ替えられた。1928年（昭和3年）にコンクリート橋になった。古来、橋の造替時は地元住民から寄付を集めて賄う慣習があり、1849年（嘉永2年）に欄干に銅製の擬宝珠を付け、「嘉永二年乙酉八月 山田筋向橋 式年造替擬宝珠」の文字と主な寄付者14名の名を刻んでいる。鋳物師は現在の津市のあたりの出身である阿保丹後守で、近世中勢の代表的な鋳工だった。この擬宝珠は、1928年（昭和3年）にコンクリート橋に架け替えた際も、コンクリート柱に引き継がれ、現存する。
橋の下の川は、1970年（昭和45年）に暗渠になった。

## 現地情報

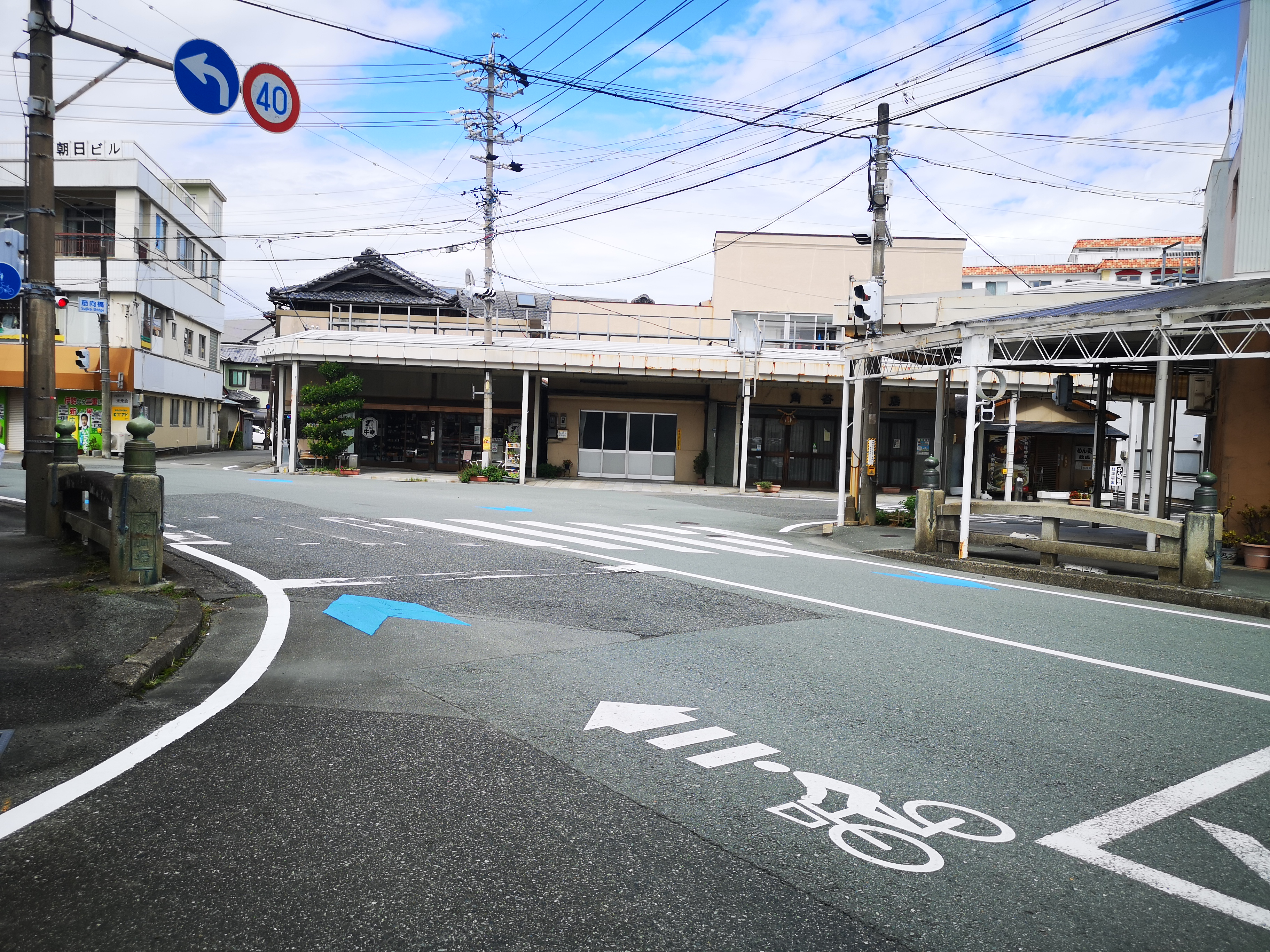
筋向橋

所在地
三重県伊勢市常盤2丁目と浦口2丁目を結び、主要地方道の三重県道22号伊勢南島線が通る。
伊勢神宮外宮から約1キロメートル地点。浦之橋商店街の端にある。
アクセス
鉄道 - JR参宮線山田上口駅から徒歩6分
車 - 伊勢自動車道伊勢ICから約3キロメートル。